# سارية مايو

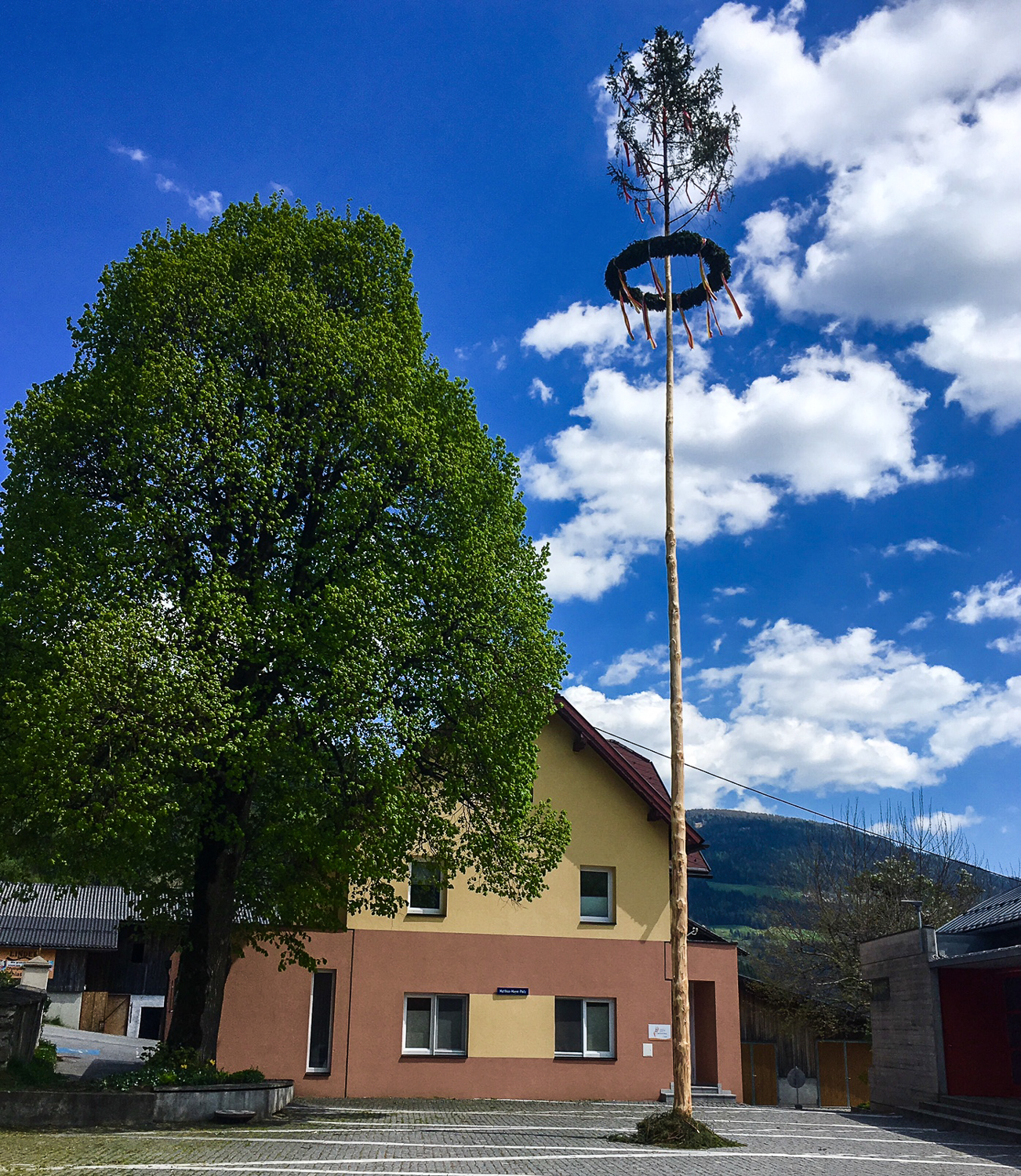
سارية مايو في بلدة في النمسا.

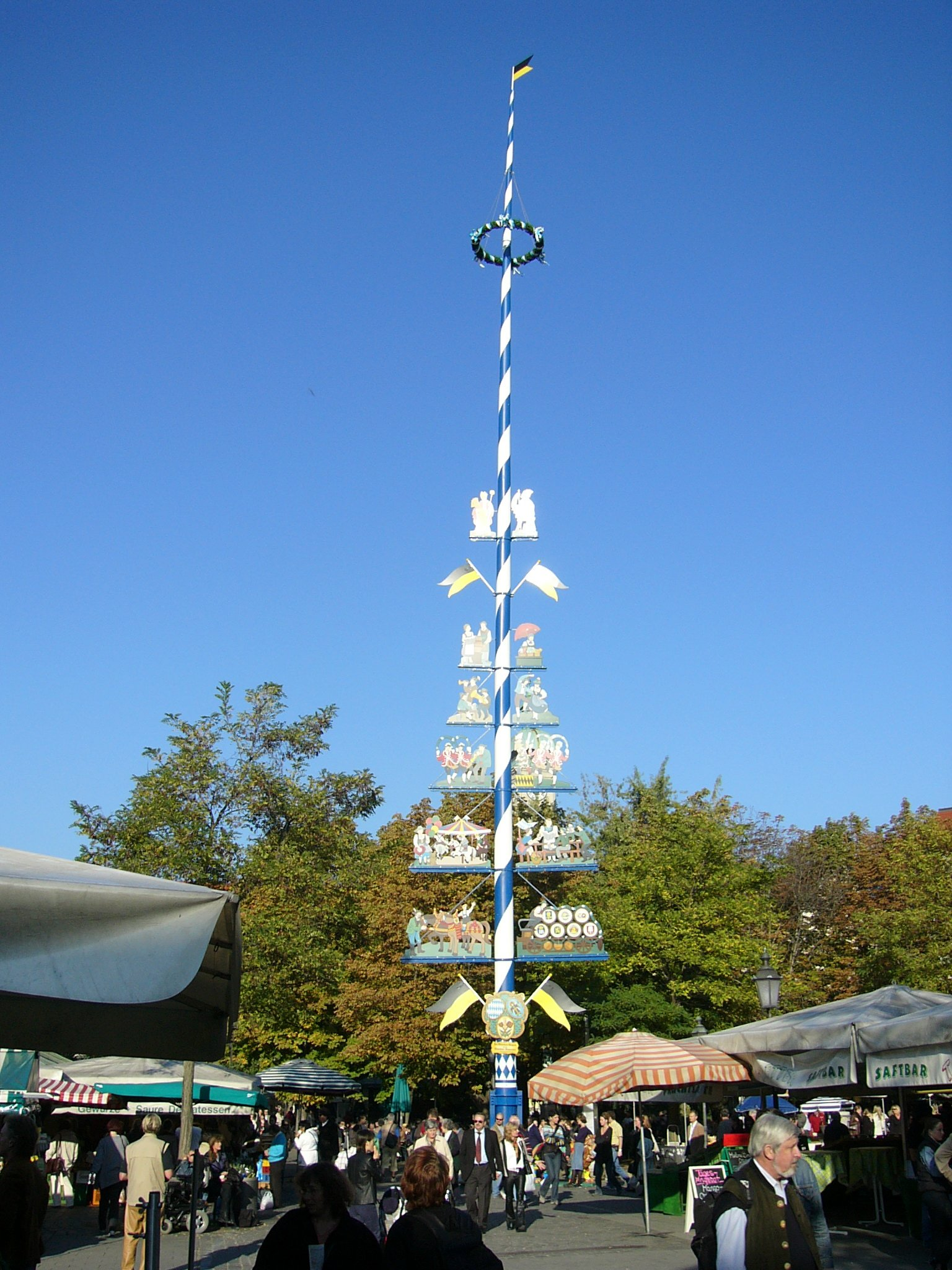
سارية مايو في سوق في مدينة ميونخ الألمانية.

سارية مايو هي سارية مصنوعة من جذع خشبي طويل أو من عمود معدني تنصب وتزين وذلك عند بعض شعوب أوروبا الشمالية، وخاصة ألمانيا، أثناء عدة احتفالات دينية، أهمها يوم مايو أو عيد العنصرة، أو في عيد منتصف الصيف خاصة عند الدول الإسكندنافية.
تعد سارية مايو جزءاً من الفلكلور الأوروبي المسيحي، الذي يحتفي بشهر مايو بعدة مناسبات دينية.